# Romulea
Romulea é um género botânico pertencente à família Iridaceae.